# Sphaerodactylus fantasticus
Sphaerodactylus fantasticus es una especie de geco del género Sphaerodactylus, familia Sphaerodactylidae, orden Squamata. Fue descrita científicamente por A.M.C. Duméril y Bibron en 1836.

## Descripción
La longitud hocico-respiradero en machos y hembras es de 28 y 29 milímetros respectivamente.

## Distribución
Se distribuye por las Antillas Menores.